# 드라간 판텔리치
드라간 판텔리치(세르비아어: Драган Пантелић / Dragan Pantelić; 1951년 12월 9일, 마치바 구 로즈니차 ~ 2021년 10월 20일, 니샤바 구 니시)는 유고슬라비아의 프로 축구 선수로, 현역 시절 골키퍼로 활약했다. 그는 현역 시절에 여러 차례 득점을 기록했는데, 주로 페널티킥으로 득점했다.

## 선수 경력
판텔리치는 현 세르비아 영토의 로즈니차 출신이다. 라제바츠와 그라피차르 베오그라드에서 성장한 판텔리치는 1971년부터 1981년까지 라드니치키 니시에서 활동했다. 그는 유고슬라비아 1부 리그에서 250번의 경기에 출전해 15골을 득점했다. 특히 벨레주 모스타르와의 경기에서는 경기장 반대편에서 결승골을 득점하기도 했다.
판텔리치는 이후 프랑스로 건너가 보르도에서 2년을 보냈다. 1982년, 보르도는 낭트와의 원정 경기에서 판텔리치의 징계에 대한 항의로 골키퍼 없이 경기를 치렀다. 낭트는 이 경기를 6-0으로 이겼다. 이 경기는 훗날, 영상의 '필수요소' 소재로 두고두고 쓰였다.
유고슬라비아 2부 리그의 티모크에 잠깐 머무른 판텔리치는 1984-85 시즌에 라드니치키 니시로 복귀했고, 이후 시즌이 끝나고 은퇴했다.

## 국가대표팀 경력
국제 무대에서, 판텔리치는 1979년부터 1984년까지 19번의 유고슬라비아 국가대표팀 경기에 출전해 2골을 기록했다. 그는 자국을 대표로 1980년 하계 올림픽에 4위의 성적을 기록했고, 1982년 월드컵에 참가했다.

### 국가대표팀 득점 목록
출처: 11v11
| # | 날짜            | 경기장                                    | 상대   | 점수 | 결과 | 대회                 |
| - | --------------- | ----------------------------------------- | ------ | ---- | ---- | -------------------- |
| 1 | 1980년 9월 27일 | 유고슬라비아, 류블라나, 베지그라드 경기장 | 덴마크 | 1–1  | 2–1  | 1982년 월드컵 예선전 |
| 2 | 1981년 4월 29일 | 유고슬라비아 스플리트 폴류드 경기장       | 그리스 | 3–0  | 5–1  | 1982년 월드컵 예선전 |

## 은퇴 후
현역 은퇴 후, 판텔리치는 1989년 11월부터 1990년 3월까지 라드니치키 니시의 임시 감독을 맡았다. 이후, 그는 1990년대 말 구단 회장도 역임했다.

### 정치 경력
판텔리치는 젤리코 라주나토비치 아르칸이 창단한 세르비아 통합당원이 되었다. 그는 2000년부터 2004년까지 세르비아 국회의원으로 활동했다.

### 최후
2021년 10월 20일, 판텔리치는 코로나바이러스감염증-19과의 짧은 투병 끝에 니시의 대학병원에서 영면에 들었다. 그는 향년 69세였다.

## 수상
라드니치키 니시
- 발칸컵: 1975